# 학림사 석조약사여래삼불좌상 및 복장유물
학림사 석조약사여래삼불좌상 및 복장유물(鶴林寺 石造藥師如來三佛坐像 및 服藏遺物)은 서울특별시 노원구 학림사에 있는 조선시대의 불상 및 복장유물이다. 2012년 5월 3일 서울특별시의 유형문화재 제336호로 지정되었다.

## 개요
이 불상은 높이가 49-61cm의 중소형불상으로, 불상은 머리를 약간 앞으로 내밀어 구부정한 자세를 취하고 변형편단우견(變形偏袒右肩)과 선정인을 취하고, 그 위에 화문으로 장식된 약합을 들고 있다. 불상의 바닥면에는 복장공이 있고, 내부에 복장이 들어있다.
조성기가 없어 제작 시기와 조각승을 밝힐 수 없지만 조선후기 불교조각사에서 개별 조각승의 양식적 특징을 잘 반영했다.

## 참고 문헌
- 학림사 석조약사여래삼불좌상 및 복장유물 - 국가유산청 국가유산포털